# رام نارايان
رام نارايان (25 ديسمبر 1927 - 9 نوفمبر 2024)، هو مغن وموسيقي هندي. أصبح أول عازف على آلة سارانجي ناجح دوليًا.

## وصلات خارجية
- رام نارايان على موقع IMDb (الإنجليزية)
- رام نارايان على موقع ميوزك برينز (الإنجليزية)
- رام نارايان على موقع أول ميوزيك (الإنجليزية)
- رام نارايان على موقع ديسكوغز (الإنجليزية)
- الموقع الرسمي